# Philomena Mensah
Philomena Mensah (* 11. Mai 1975 in Accra) ist eine ehemalige Sprinterin. Sie startete zunächst für ihr Heimatland Ghana, später dann für Kanada, wohin sie 1994 ausgewandert war.

## Erfolge
Ihr erfolgreichstes Jahr war 1994 mit drei Medaillen. Bei den Afrikameisterschaften der Junioren in Algier gewann sie Gold über 100 Meter. Mit ihrer Siegeszeit von 11,47 s lag sie weit vor der zweitplatzierten Südafrikanerin Heide Severling, die auf 11,69 s kam. Über 200 Meter war die Reihenfolge umgekehrt: Severling siegte in 23,59 s vor Mensah, die mit 23,88 s Silber gewann. In Lissabon, wo die Weltmeisterschaften der Junioren stattfanden, kam sie erneut aufs Podest. Obwohl sie mit 11,43 s schneller lief als in Algier, reichte es nur für Platz 3 hinter den beiden Amerikanerinnen Sabrina Kelly (Gold in 11,36 s) und Aspen Burkett (Silber in 11,40 s)
Im Jahr 1998 war sie bei den Commonwealth Games in Kuala Lumpur erfolgreich, wo sie nur Chandra Sturrup (Gold in 11,06 s) von den Bahamas den Vortritt lassen musste und in starken 11,19 s Silber gewann. 1999 startete sie bei den Hallenweltmeisterschaften in Maebashi über die 60-Meter-Distanz. Ihre Zeit von 7,07 s brachte sie auf den Bronzeplatz hinter Ekaterini Thanou (Gold in 6,96 s) und Gail Devers (Silber in 7,02 s).

## Bestleistungen
Für Philomena Mensah werden folgende Bestleistungen angegeben:
- 100 m: 11,03 s, erzielt am 10. August 1999 in Monachil
- 200 m: 23,09 s, erzielt am 10. Juli 1998 in Flagstaff
- 60 m: 7,02 s, erzielt am 7. März 1999 in Maebashi